# El Paso (Spagna)
El Paso è un comune spagnolo di 7 457 abitanti situato nella comunità autonoma delle Canarie.

## Geografia fisica
Nel comune è presente il vulcano di Tajogaite.